# Acrodon
Genre
Classification phylogénétique
Acrodon N.E.Br. est un genre de plante dicotylédone de la famille des Aizoaceae, originaire d'Afrique australe.
Le terme Acrodon peut signifier soit « à dent pointue » et se réfère dans ce cas à l'aspect des marges et carènes foliaires, soit « à dent à la pointe » et se réfère alors à l'acumen foliaire.

## Protologue et Type nomenclatural
Acrodon N.E.Br., in Gard. Chron., ser. 3. 81: 12 (1927), in clave
Type : Acrodon bellidiflorus (L.) N.E.Br (Mesembryanthemum bellidiflorum L.)

## Caractères généraux
Les membres du genre Acrodon sont des plantes vivaces en touffe ramifiée à port bas ou tapissant,,,.
- Phyllotaxie : opposée-décussée ; entrenœuds courts.

- Feuilles : très succulentes ; section triangulaire ; généralement pointue-acuminée ; marges et carènes souvent dentelées, surtout en partie distale ; coloris de vert sombre à plus ou moins glauque.

- Fleurs : solitaires ; taille moyenne ; pédoncule munis de bractées ; sépales discrètement dentés ; pétaloïdes blanc à rosé, en deux cycles, à marges et bande médiane carmin foncé ; staminodes absents ; androcée conique, anthères rouges ; cycle nectarien présent, glandes vert foncé, légèrement denticulées ; gynécée 5(-6-)mère à courts stigmates plumeux, placentation pariétale.

- Fruit : capsule ligneuse ; valves non ailées, érigées en position ouverte ; loges couvertes, avec gros tubercules obturateurs.

- Période de croissance : fin de l'hiver et début du printemps austral in situ. En culture, la croissance peut être quasi-continue tant que les conditions restent favorables.

- Période de floraison : fin de l'hiver et début du printemps (austral in situ ou boréal en culture).

## Écologie et habitat
- Typologie : chamaephyte ; xérophyte.
- Habitat : régions côtières ; zones sèches du fynbos[3].
- Altitude : ?

## Distribution
- Afrique du Sud
  - Western Cape (bande côtière)[2]
  - Eastern Cape (bande côtière)[2]

## Mise en culture
Les membres du genre Acrodon sont des plantes de culture facile, appréciant les arrosages fréquents tout en tolérant parfaitement la sécheresse prolongée.
Multiplication facile par semis.
L'hybridation extragénérique (y compris avec Marlothistella) ne semble pas possible.

## Liste d'espèces
- Acrodon bellidiflorus N.E.Br.
- Acrodon deminutus Klak
- Acrodon duplessiae (L.Bolus) Glen
- Acrodon leptophyllus (L.Bolus) Glen
- Acrodon parvifolius du Plessis
- Acrodon purpureostylus (L.Bolus) Burgoyne
- Acrodon quarcicola H.E.K.Hartmann
- Acrodon subulatus N.E.Br.